# Arthur Gardiner Butler

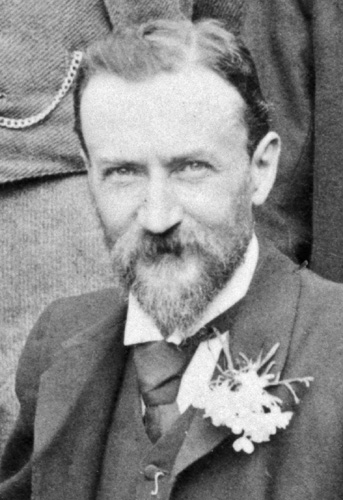
Arthur Gardiner Butler

Arthur Gardiner Butler (n. 27 iunie 1844 în Chelsea, Londra - d. 28 mai 1925 în Beckenham, Kent) a fost un entomolog, arahnolog și ornitolog englez. A lucrat la British Museum și s-a ocupat cu taxonomia păsărilor, insectelor și păianjenilor. 